# Amazon Fresh

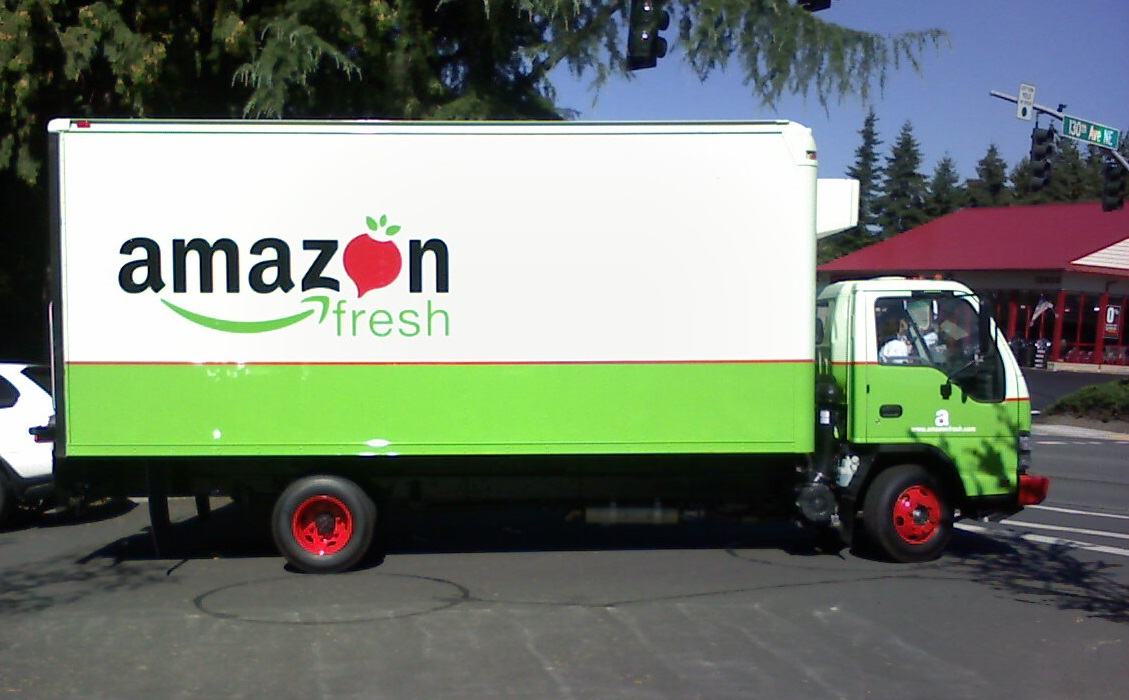
Amazon Fresh 貨車

Amazon Fresh是亞馬遜公司的子公司，用戶可在其網站上購買農產品、肉类、海鮮、乳製品、雞蛋、家庭清潔和個人護理等類型的商品，目前Amazon Fresh在美国一些城市、德國柏林（包括波茨坦）、汉堡、慕尼黑、英國伦敦、日本東京和印度等地推出。Amazon Fresh選擇與本地的商店合作，用戶下單後，Amazon Fresh會將商店內的商品送達用戶手中。Amazon Fresh於2017年3月29日針對亚马逊Prime用戶推出 。